# Orthosia alia
Orthosia alia là một loài bướm đêm trong họ Noctuidae.